# Zdzisław Golec
Zdzisław Edmund Golec (ur. 30 sierpnia 1947 w Śmiglu, zm. 27 czerwca 2021 w Poznaniu) – polski mechanik, doktor, pracownik naukowy Politechniki Poznańskiej, specjalista w zakresie akustyki i wibroakustyki, diagnostyki procesów i systemów.
Doktoryzował się w 1979 (praca Badania porównawcze efektywności eliminatorów drgań, promotor: prof. Czesław Cempel). Otrzymał Złotą Odznakę „Zasłużony dla Polskiego Towarzystwa Mechaniki Teoretycznej i Stosowanej”.